# Сібата (Міяґі)

38°3′23″ пн. ш. 140°45′57″ сх. д. / 38.05639° пн. ш. 140.76583° сх. д.
Сіба́та (яп. 柴田町, しばたまち, МФА: [ɕibata mat͡ɕi̥]) — містечко в Японії в повіті Сібата префектури Міяґі. Станом на 1 жовтня 2008 площа містечка становила 53,98 км². Станом на 1 січня 2009 населення містечка становило 39 382 осіб.